# Aylward Manley Blackman
Aylward Manley Blackman (* 30. Januar 1883 in Dawlish; † 9. März 1956 in Abergele (Wales)) war ein britischer Ägyptologe.

## Forschung
Das Hauptforschungsgebiet von Aylward Manley Blackman waren die antiken Stätten in Unternubien wie Biga, Buhen, Dendur, ad-Derr, Faras, Gerf Hussein, Sesebi und Wadi Halfa. Seine bedeutendsten Untersuchungen in Mittelägypten hat er in Meir vorgenommen, wo er die dortigen dekorierten Felsgräber aufnahm und in 6 Bänden publizierte.
1952 wurde er zum Mitglied der British Academy gewählt.

## Publikationen
- The temple of Dendur. Imprimerie de l’Institut Français d’Archéologie Orientale, Le Caire 1911.
- The temple of Derr. Impr. de l’Institut Français d’Archéologie Orientale, Le Caire 1913 (PDF; 18,4 MB).
- The temple of Bigeh. Impr. de l’Institut Français d’Archéologie Orientale,  Le Caire 1915 (PDF; 14,0 MB).
- The Rock Tombs of Meir. 6 Bände, Egypt Exploration Fund (Egypt Exploration Society), London 1914–1953.
- Luxor and its temples. Black, London 1923 (PDF; 12,2 MB).
- Middle-Egyptian Stories. Édition de la Fondation Égyptologique Reine Élisabeth, Bruxelles 1932.